# Организация по атомной энергии Ирана
Организация по атомной энергии Ирана, ОАЭИ (перс. سازمان انرژی اتمی ایران‎ — сāзмā́н-е энержи́-йе атоми́-йе ирā́н) — государственное монопольное предприятие, контролирующее деятельность объектов ядерной энергетики Ирана. Штаб-квартира организации расположена в Тегеране. С июля 2009 года организацию возглавляет Али Акбар Салехи (бывший представитель Ирана в МАГАТЭ), сменивший экс-министра нефти Голямреза Агазаде. В начале 2011 года Салехи получил пост министра иностранных дел Исламской республики, а главой ведомства стал Ферейдун Аббаси, иранский учёный-ядерщик, ветеран ирано-иракской войны.

## Структура
- Отдел производства ядерного топлива;
- Отдел атомных электростанций;
- Инженерно-технический департамент;
- Научный департамент;
- Департамент внешних связей. Организация имеет представительство в Москве, а также при штаб-квартире МАГАТЭ в Вене.